# フロンティア航空
フロンティア航空（フロンティアこうくう、Frontier Airlines、NASDAQ ULCC）はアメリカ合衆国コロラド州デンバー市のデンバー国際空港を本拠地としている格安航空会社である。
スローガンは、"Low Fares Done Right"（適正な低運賃）。

## 1代目フロンティア航空　歴史（1950-1986）
- 1941年11月27日、前身のモナーク航空が、コロラド州デンバーのステープルトン国際空港を本拠地として、ダグラスDC-3を使用して運航を開始した。
- 1950年6月1日にアリゾナ航空（英語版）、チャレンジャー航空（英語版）、モナーク航空が合併して設立された。
- 1959年から、コンベア CV-340を導入し、ロゴを一新。
- 1966年9月30日、初のジェット機として、ボーイング727-100を導入。
- 1968年5月、セントラル航空（英語版）と合併し、米国の航空会社の中で、パンアメリカン航空に次ぐ2位の規模となった。
- 1982年5月20日、ボーイング727に2番目の次ぐジェット機として、マクドネル・ダグラスMD-80を導入。
- 1980年2月1日、社長アル・フェルドマンが、コンチネンタル航空のCEOに就任するために辞任した。
- 1982年6月1日、全機をジェット機に統一。
- 1985年にピープルエキスプレスに買収されて第一期の幕を閉じた。

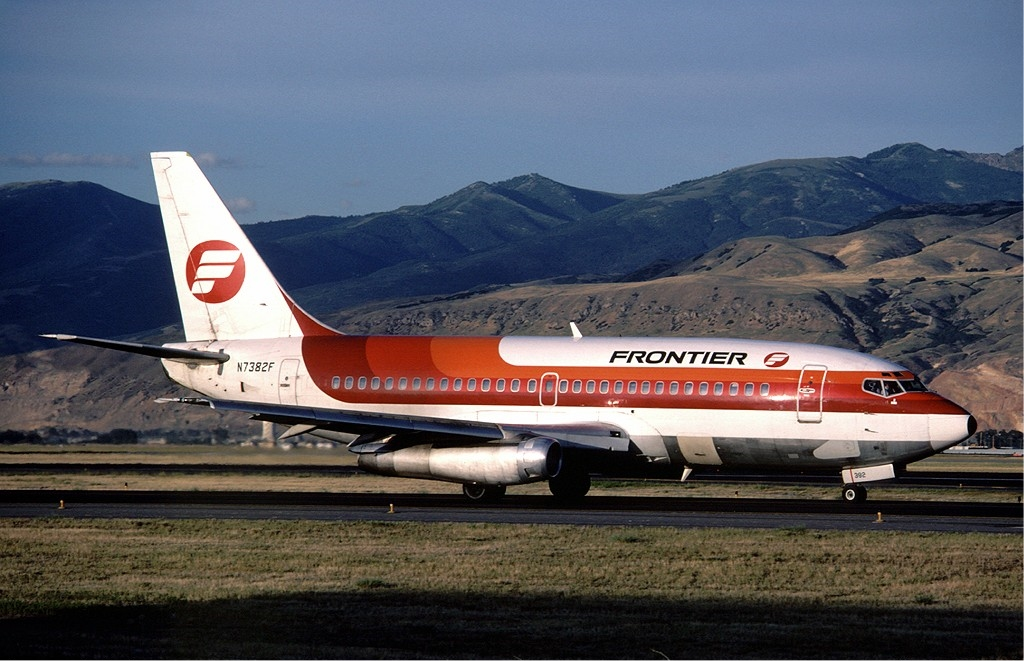
第一世代で使用された旧塗装
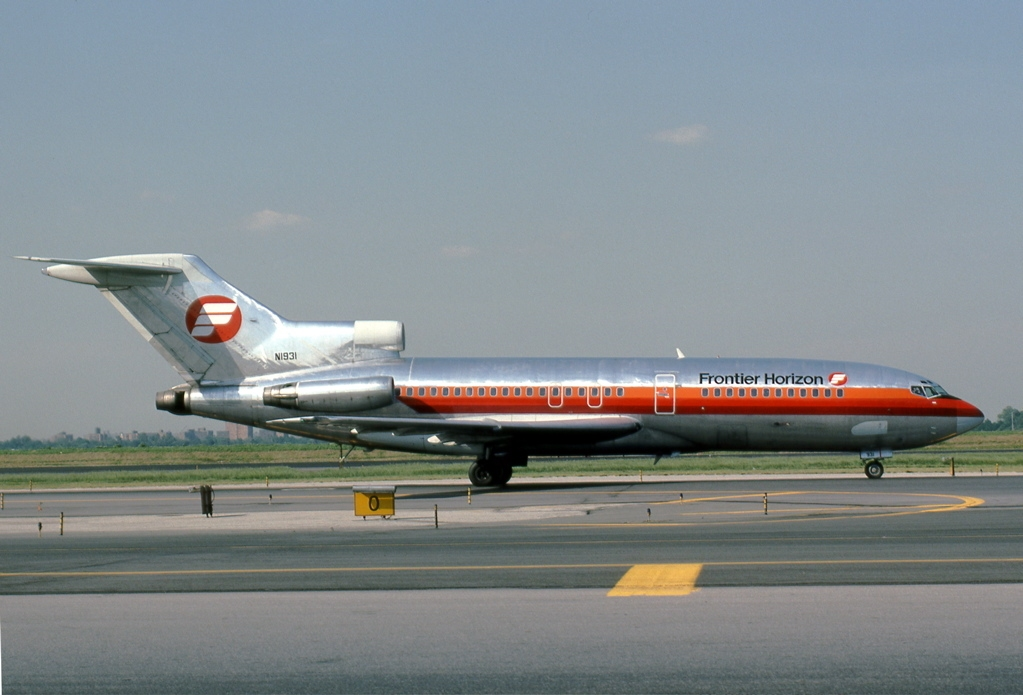
かつて存在した子会社フロンティア・ホライゾンのロゴが施されたボーイング727-23型機

旧ロゴ

## 2代目フロンティア航空　歴史（1994-）
- 1993年にコンチネンタル航空がデンバー発着の便を縮小したことを受け、デンバー発着路線の需要を満たすために、1994年2月、旧フロンティア航空のメンバーを中心に設立された[3]。
- 1994年5月、上場[3]。
- 1994年7月5日、デンバーを拠点に、ボーイング737-200型機を使用して運航を開始した[4]。従業員の3/4は旧フロンティア航空に在籍していた。
- 1999年、エアバスA318、A319型機を発注。
- 2003年、エアバスA318を世界で最初に受領し、ローンチ顧客となった。
- 2005年4月中旬、ボーイング737を型機の退役を完了させ、機材を全機エアバス機で統一した[5]。
- 2006年4月3日、デラウェア州の有利な税制が利用するため、デラウェア州でフロンティア航空ホールディングス(FRNT)を設立した。なお、本社はコロラド州のまま移転はしていない。
- 2007年1月24日、米国運輸省によって主要航空会社に指定された。
- 2007年1月より、ボンバルディア CRJ-700型機を使用し、フロンティア・ジェットエキスプレスの名称で、ホライゾン航空とのコードシェア便運航を開始[6]。
- 2007年1月11日、リパブリック航空と11年間の提携契約を締結した。これにより、リパブリック航空のエンブラエル170を使用して、フロンティアジェットエクスプレス便を運航することとなった。ただし、2008年4月に契約が解除された。
- 2008年4月11日に米連邦倒産法第11章を申請した[7]。
- 2008年、リパブリックホールディングスにより買収される。
- 2013年、親会社のリパブリックホールディングスが、Indigo Partnersに株式をすべて売却した。
- 2015年2月、アトランタを重点都市に追加すると発表した一方、7月には、ワシントン/ダレスを重点都市から外した。

- 2016年12月、アメリカン航空、ジェットブルー航空とともに、キューバへの運航許可を得た。
- 2016年12月、冬の厳しい気象状況により、最大70%のフライトで遅延、欠航を発生させることとなった。
- 2020年、COVID-19のパンデミック中に旅行できなかった顧客の航空運賃の払い戻しを拒否したため、集団訴訟が起こった[8]。

- 2021年4月1日にシティグループ、ドイツ銀行、モルガンスタンレーなどの指導によりNASDAQ市場上場復帰（ULCC)を13年ぶりに達成した[9]。
- 2022年2月7日、同じく超格安航空会社であるスピリット航空との経営統合を発表[10]。しかし、この計画は中止され、中止されたわずか数時間後に、スピリット航空は同じく米国の格安航空会社であるジェットブルー航空との合併を発表した[11][12]。

## 運航

### 旅客数上位の空港
| 順位 | 空港                                              | 乗客数    | 年間変化 |
| ---- | ------------------------------------------------- | --------- | -------- |
| 1    | デンバー国際空港                                  | 4,094,998 | 9.9%     |
| 2    | オーランド国際空港                                | 2,896,984 | 17.9%    |
| 3    | ラスベガス国際空港                                | 1,966,306 | 12.4%    |
| 4    | アトランタ国際空港                                | 1,886,718 | 3.8%     |
| 5    | フィラデルフィア国際空港                          | 1,817,243 | 4.7%     |
| 6    | ダラス/フォートワース空港                         | 1,588,959 | 41.1%    |
| 7    | フェニックス国際空港                              | 1,427,720 | 11.5%    |
| 8    | ルイス・ムニョス・マリン国際空港 （プエルトリコ） | 1,117,957 | 26.5%    |
| 9    | タンパ国際空港                                    | 1,046,444 | 3.2%     |
| 10   | クリーブランド国際空港                            | 1,043,741 | 25.7%    |

### 運航拠点
主要ハブ空港は2022年現在、デンバー国際空港、フェニックス国際空港 (22年11月より開設）、オーランド国際空港、フィラデルフィア国際空港、ラスベガス国際空港、タンパ国際空港、マイアミ国際空港、アトランタ国際空港であり、全米主要110都市（季節により変動）、国際線はカナダ、メキシコ、ドミニカ共和国等に運航している。

## 保有機材
| 機種              | 保有数 | 発注数 | 座席数 | 備考                   |
| ----------------- | ------ | ------ | ------ | ---------------------- |
| エアバス A320-200 | 6      | 0      | 180    | 退役予定               |
| エアバス A320neo  | 82     | 47     | 186    | 2026年までに納入予定   |
| エアバス A321-200 | 21     | 0      | 230    | 2029年に退役予定       |
| エアバス A321neo  | 56     | 104    | 240    | 2029年までに納入予定。 |
| エアバス A321XLR  | 0      | 18     | 不明   | 2026年に納入予定       |
| 合計              | 165    | 169    |        |                        |

機材の平均使用年数は2025年8月時点で4.9年である。すべての機材の垂直尾翼には動物が描かれ、それぞれ異なる名前をもつのが特徴である。
フロンティア航空のシートピッチは、一般航空会社のエコノミークラスよりも数インチ狭い28インチとなっている

### 過去の保有機材
- ボーイング737
- エンブラエル ERJ 145
- エンブラエル 170
- エンブラエル 190
- エアバス A318
- エアバス A319

### ギャラリー

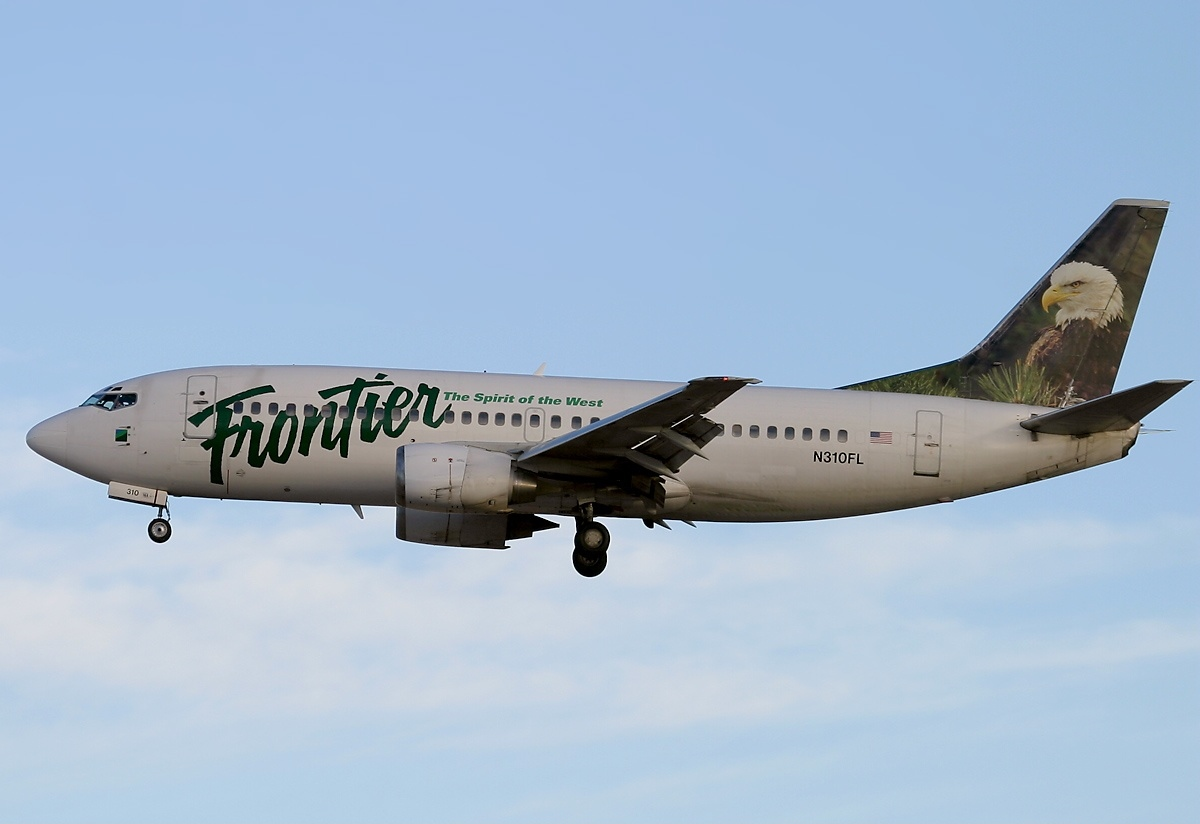
ボーイング 737-3L9
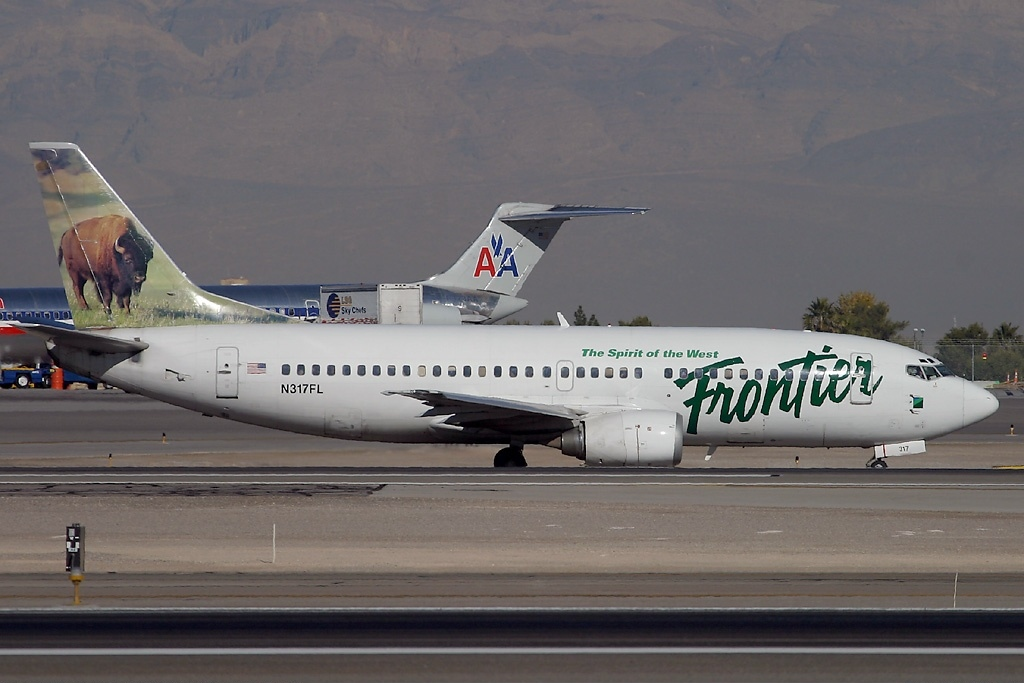
ボーイング 737-36E
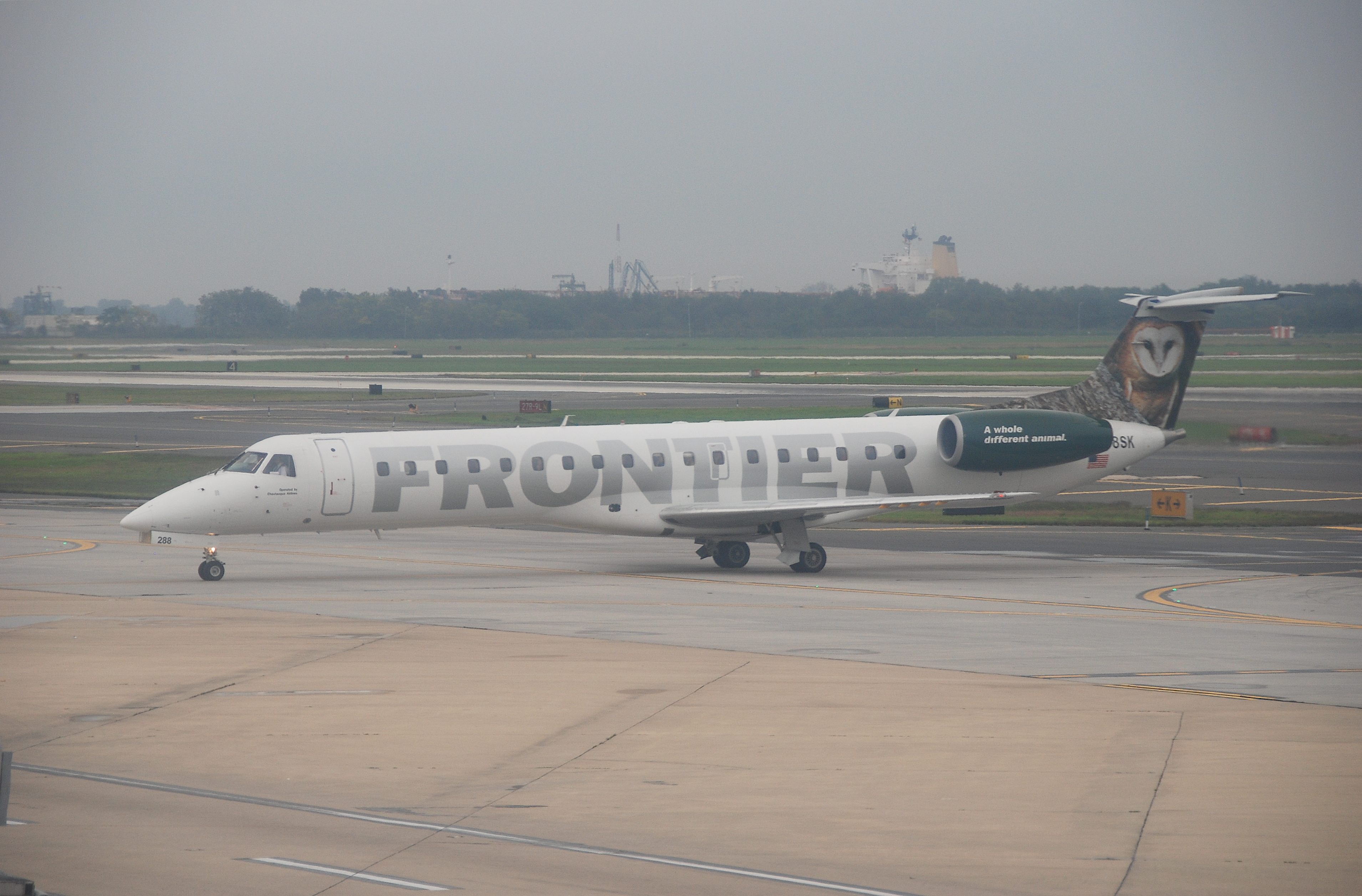
エンブラエル ERJ 145LR
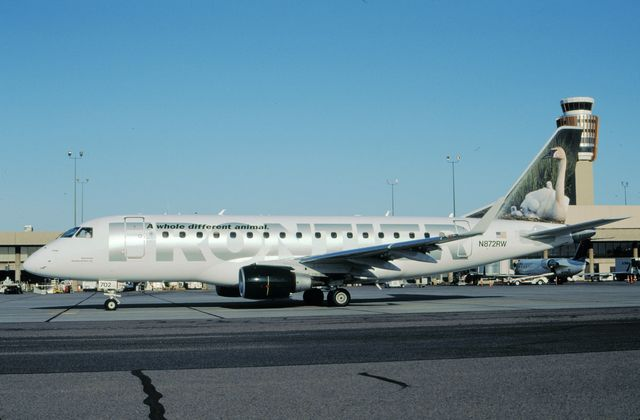
エンブラエル 170
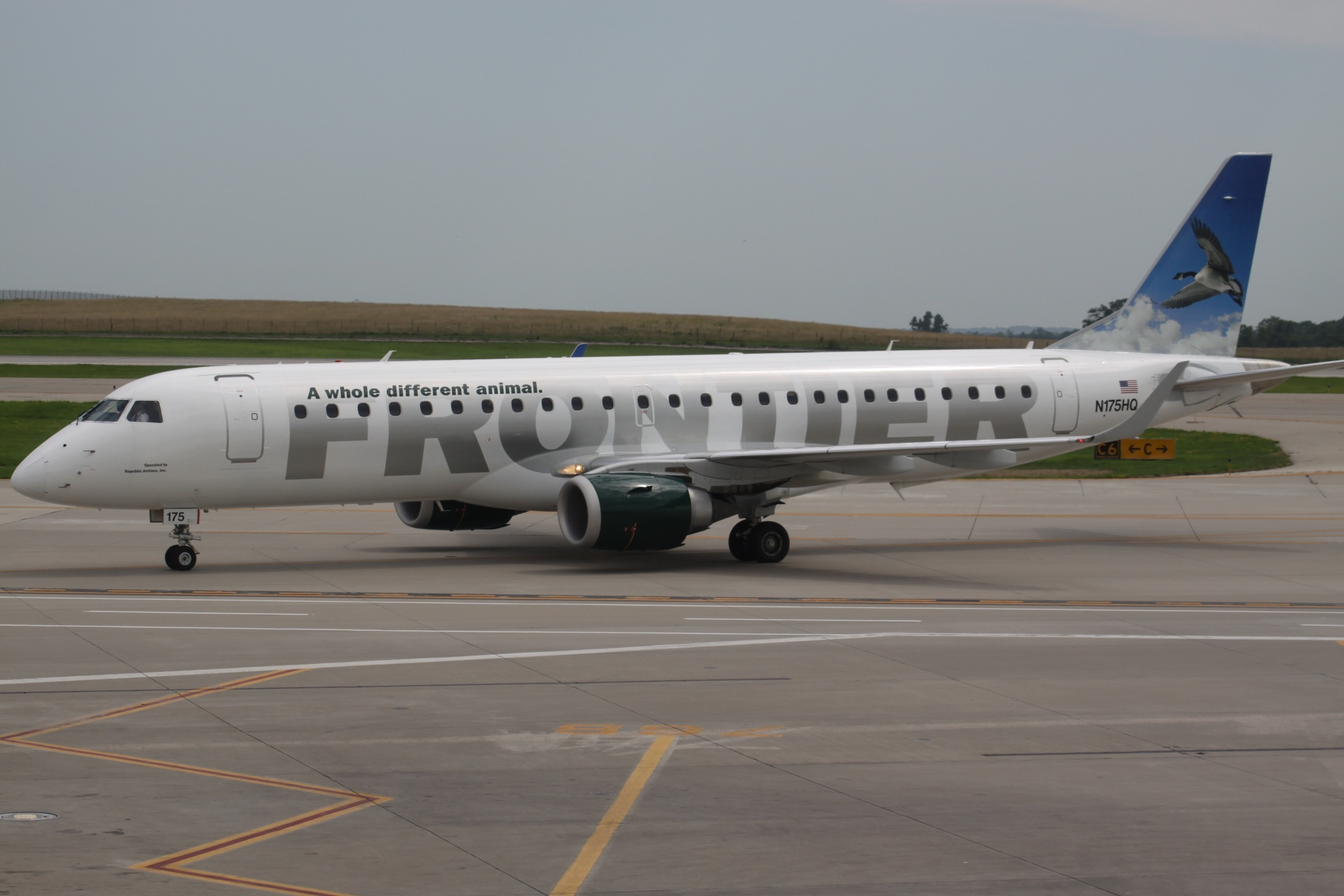
エンブラエル 190
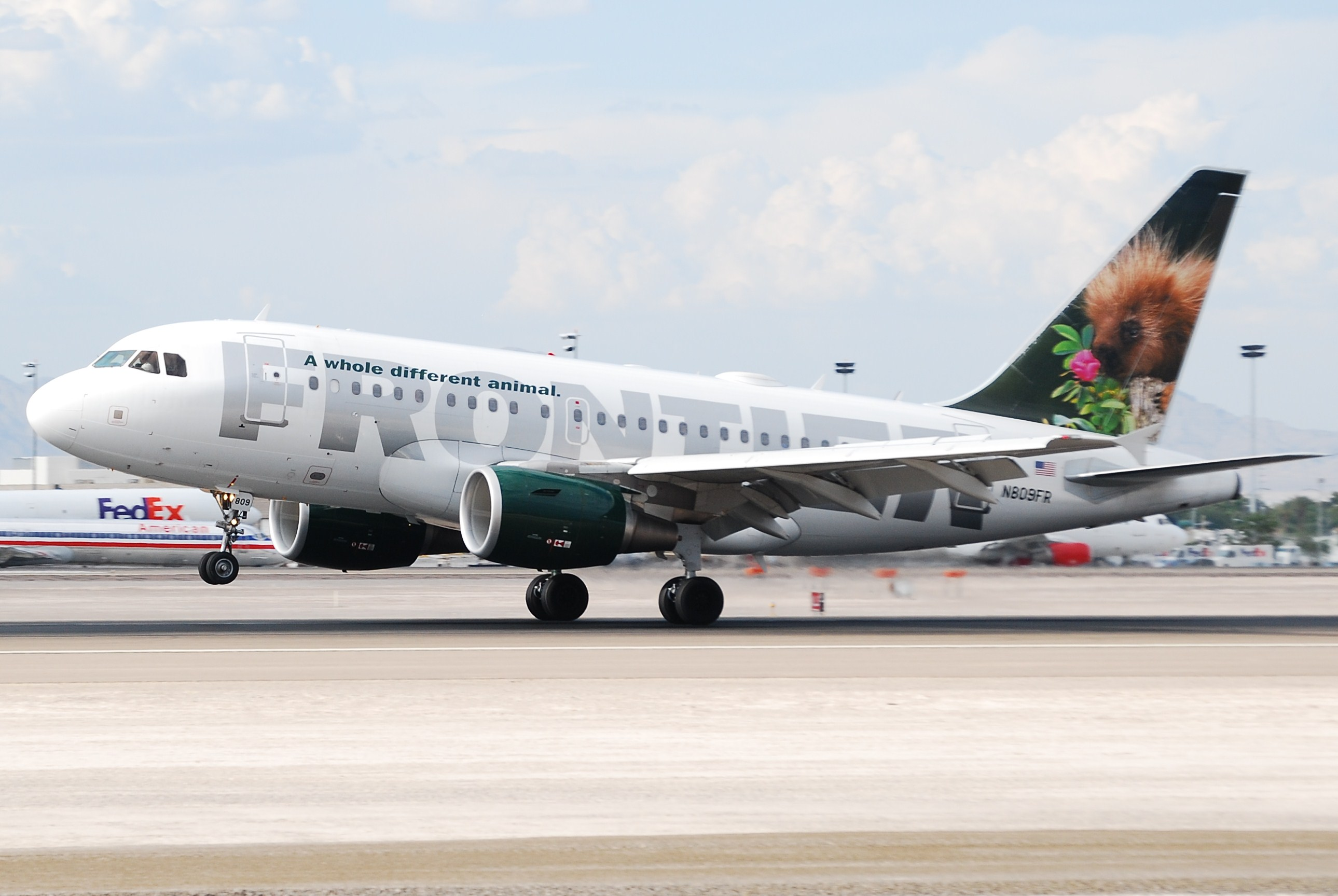
エアバス A318
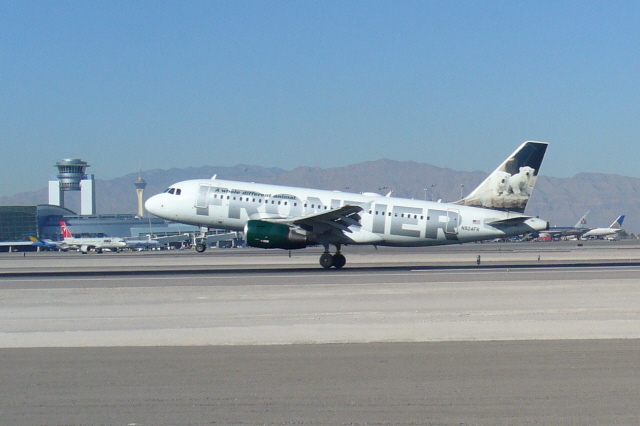
エアバス A319
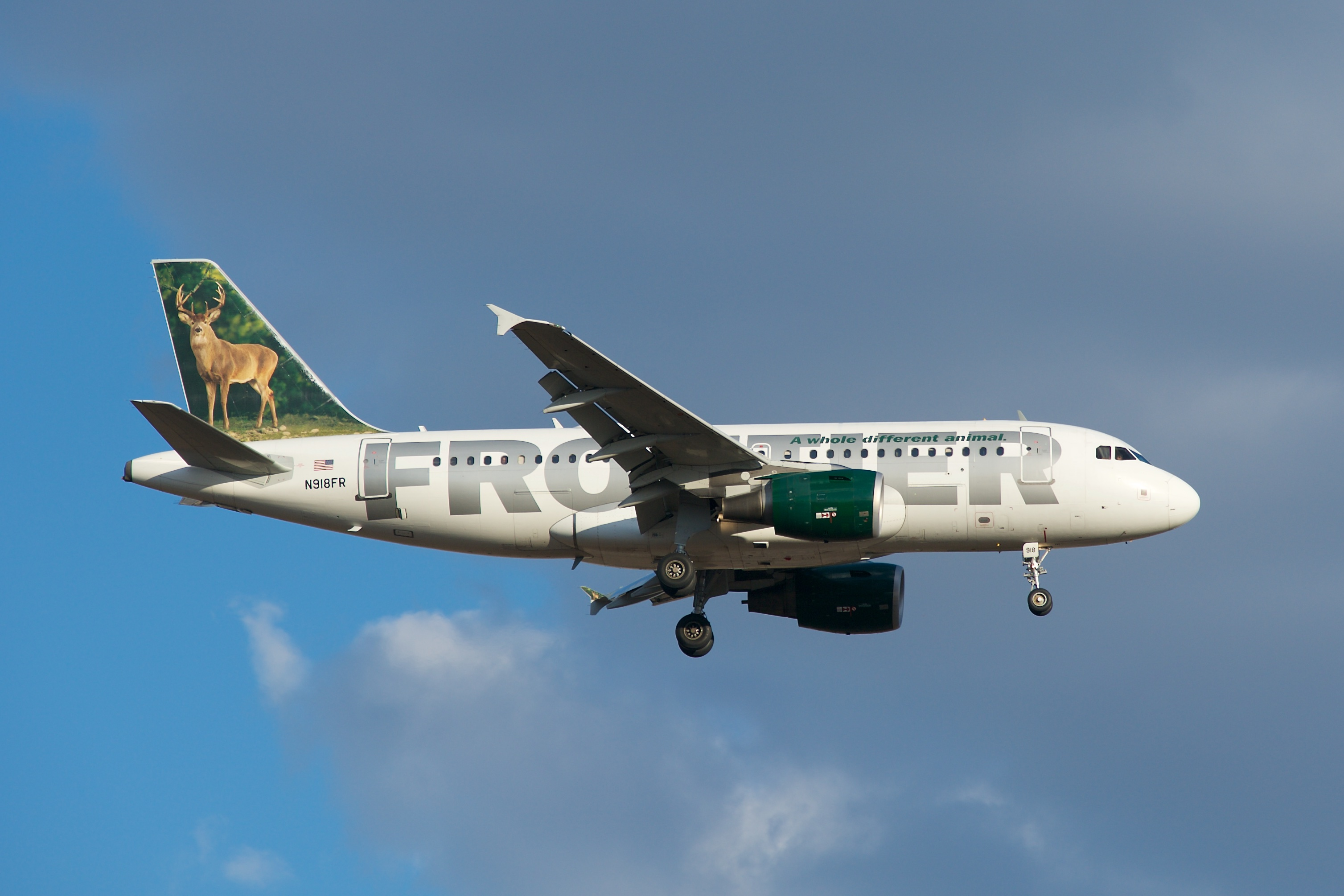
エアバス A319-111
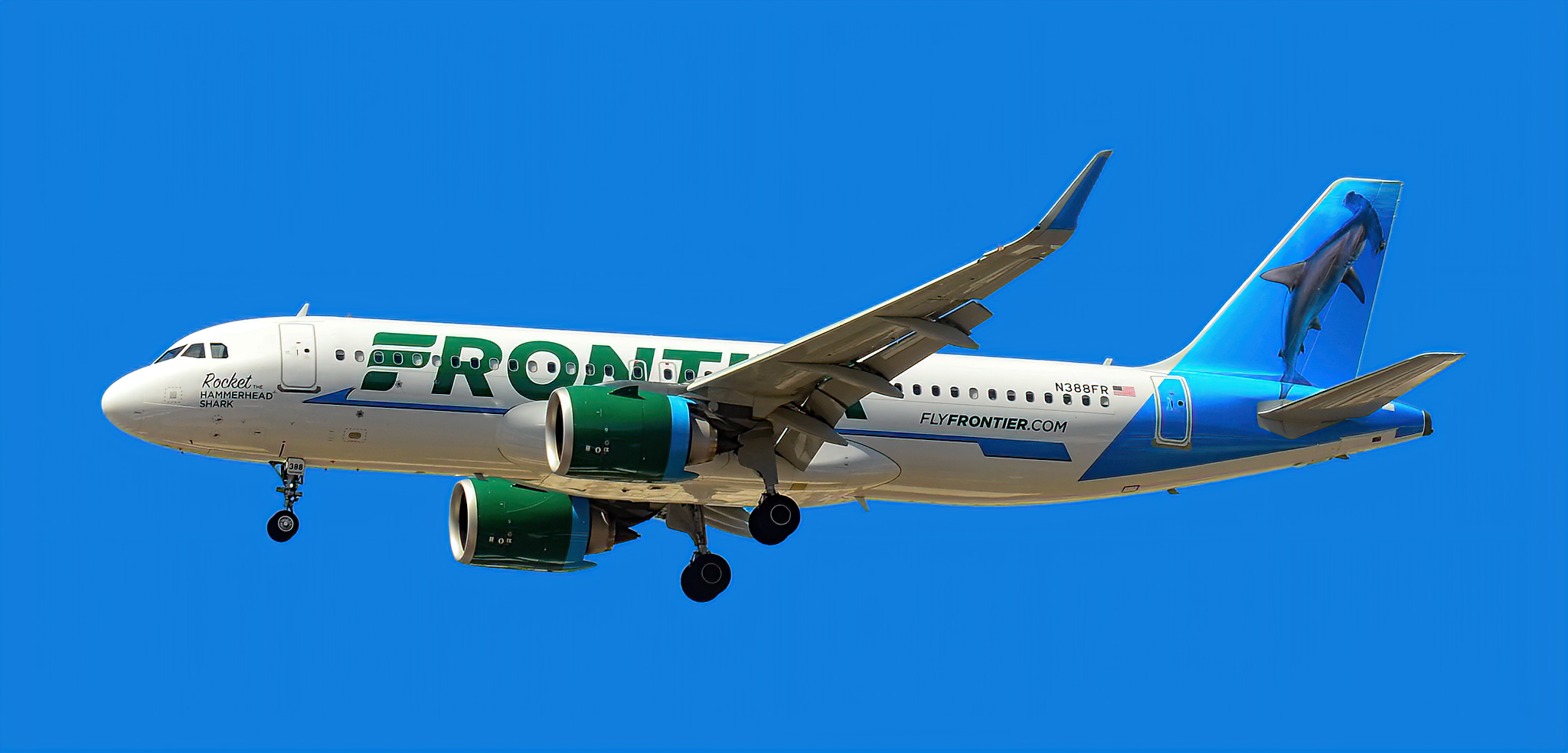
エアバス A320-251neo
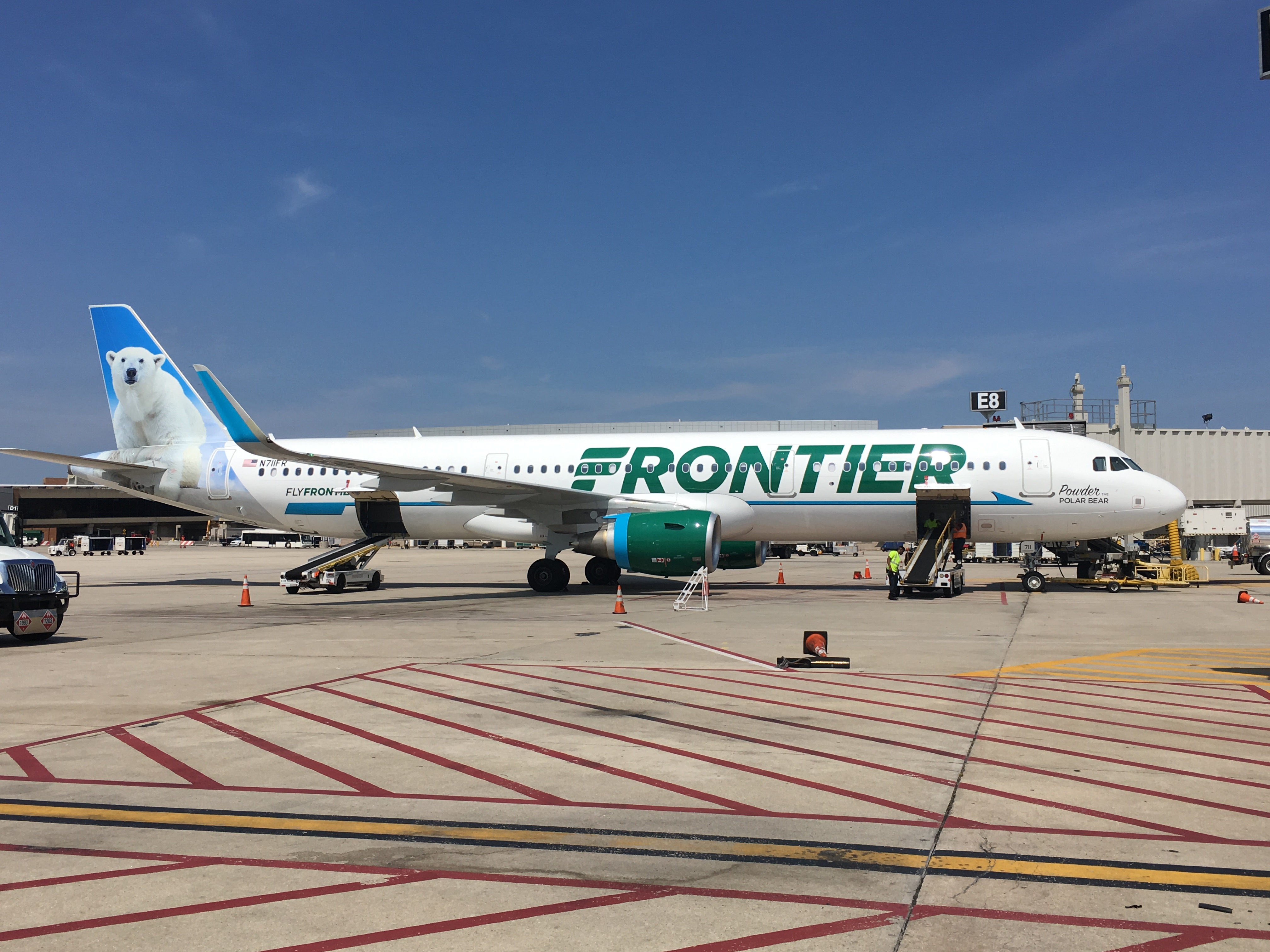
エアバス A321
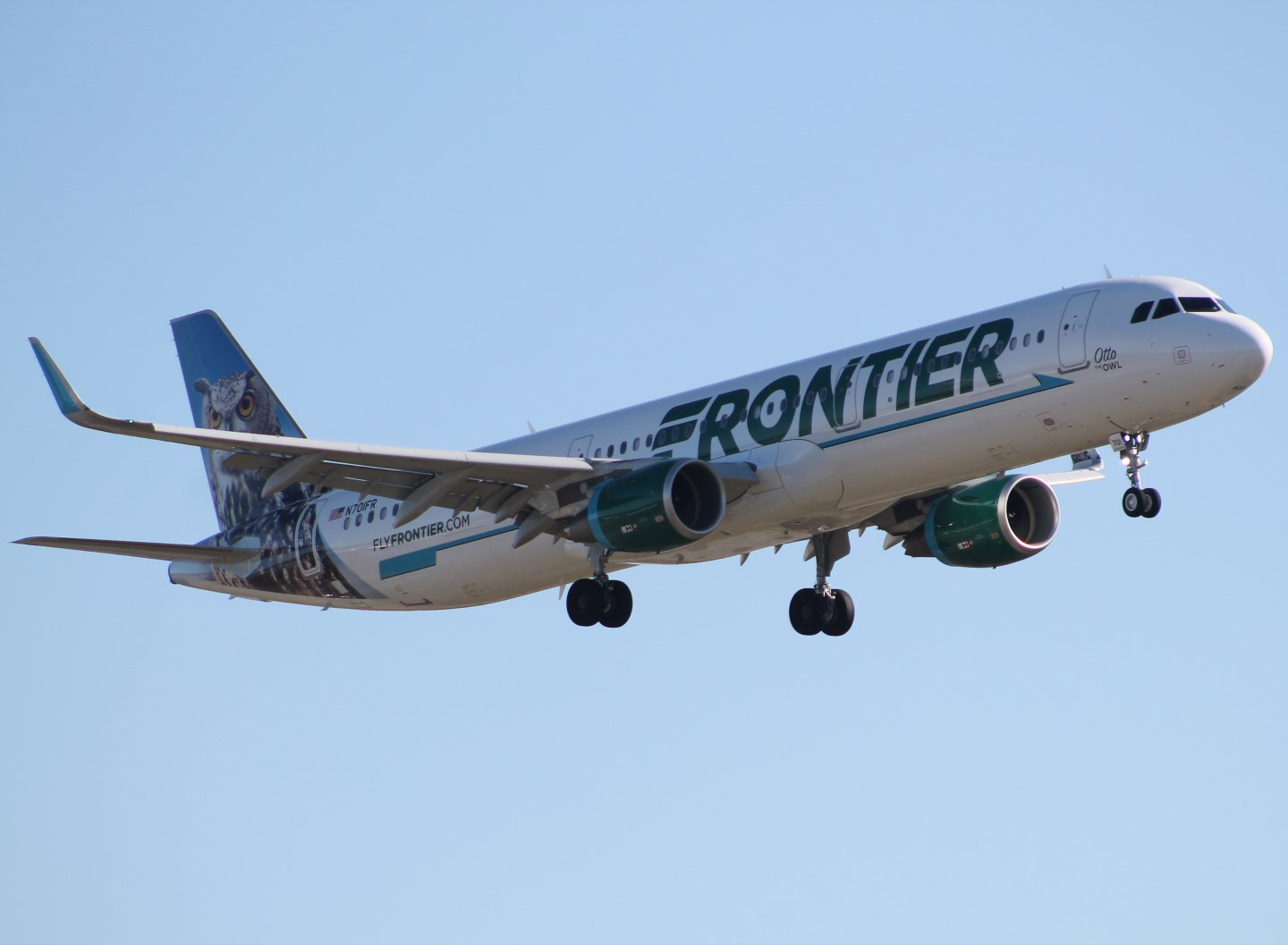
エアバス A321-200
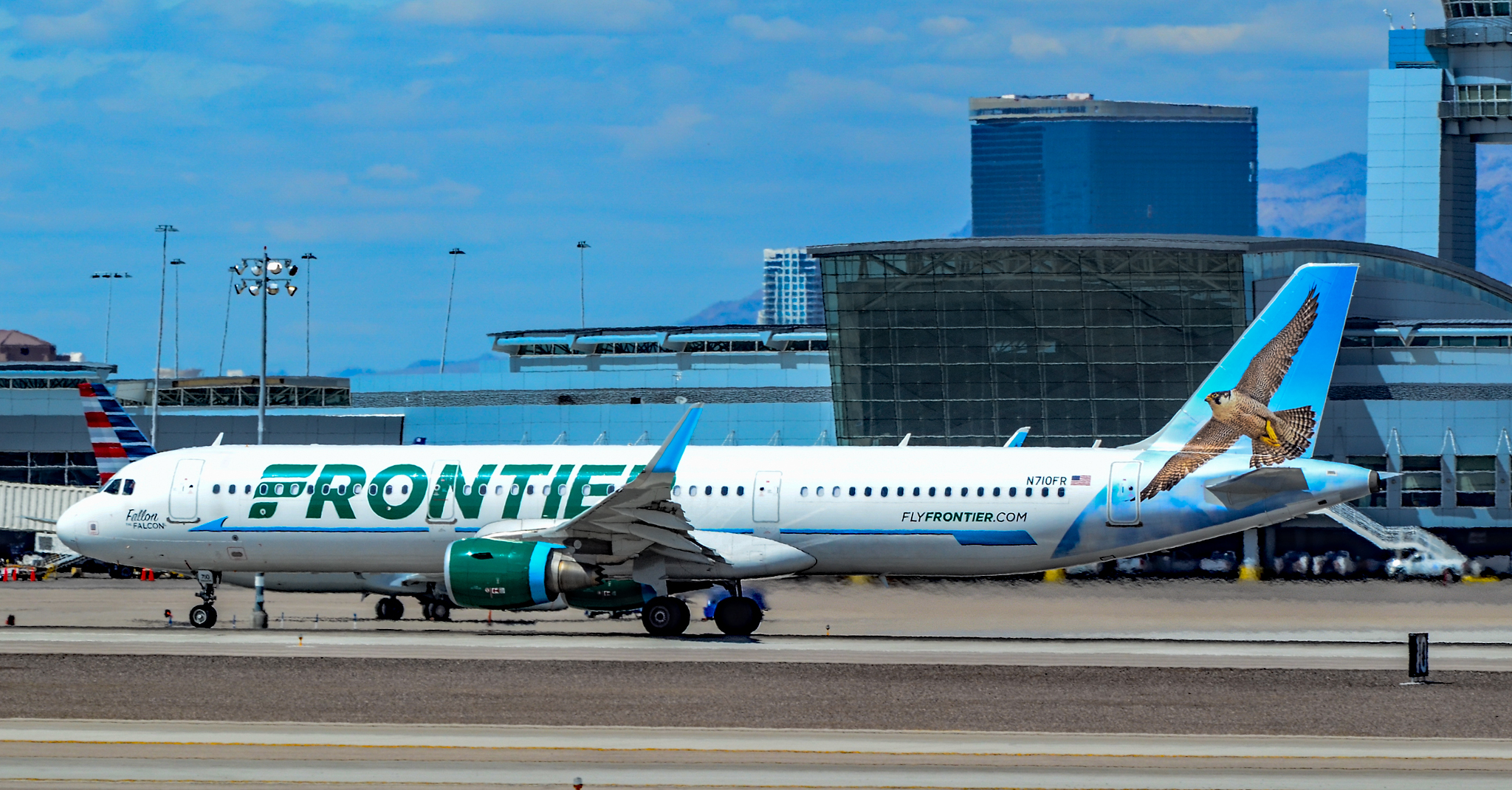
エアバス A321-211
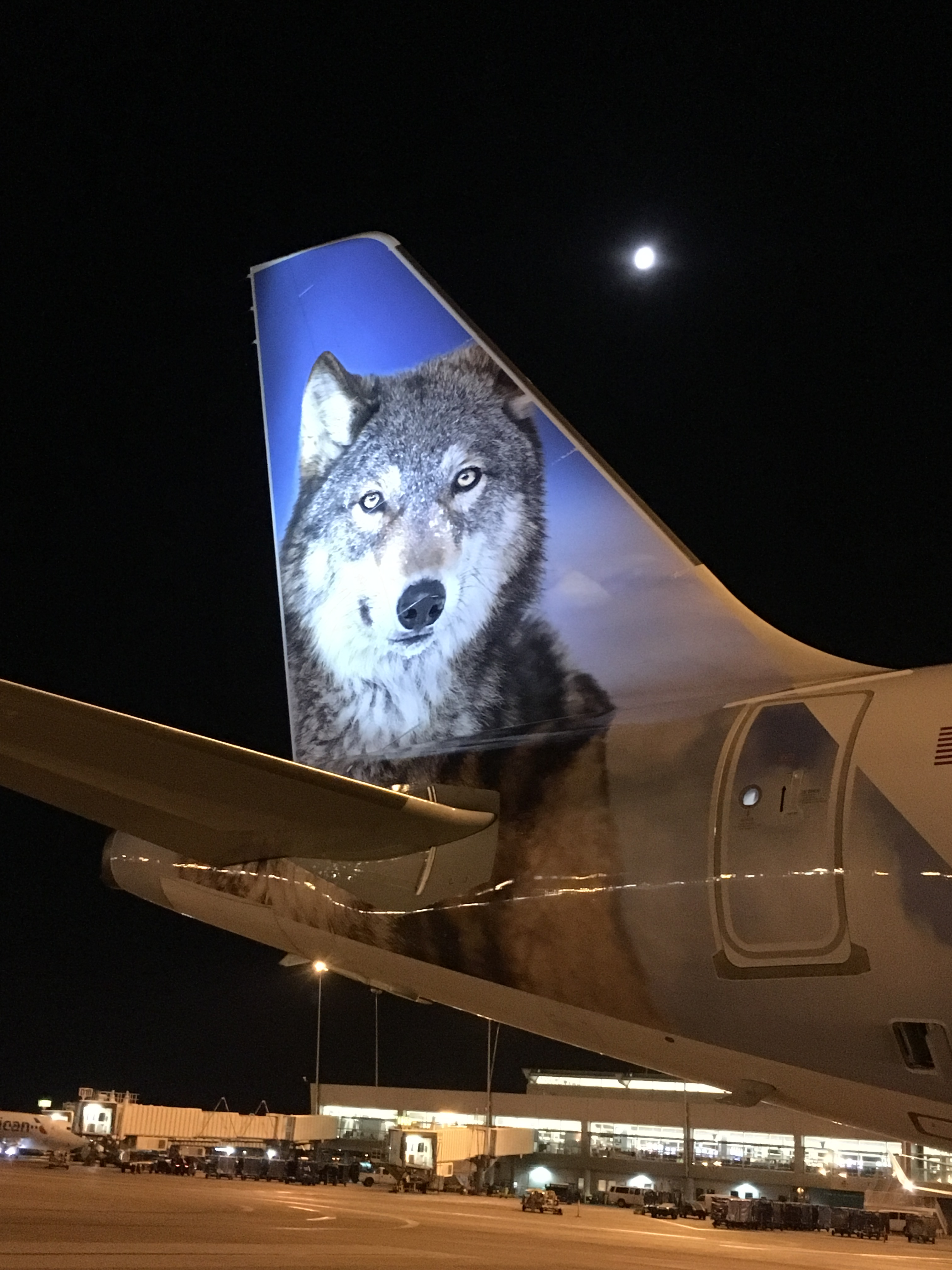
エアバス A321の尾翼

## サービス
超格安航空会社(ULCC)という業態であるため、座席指定や手荷物預入れ、旅程の変更・キャンセルに伴う手数料の免除、機内食の機内購入サービスなどの追加アメニティなど、あらゆる追加サービスに追加料金が発生する。ULCCに移行する前は、座席に取り付けられた液晶スクリーンで DirecTV チャンネルを追加料金で提供していたが、ULCCへの業態転換後は、座席の液晶スクリーンを撤去し、機内エンターテイメントは提供していない。

## 座席
エコノミークラスのみが設定されており、ビジネス、ファーストなどの上位クラスは設定していない。
エコノミークラスは、3-3のレイアウトで配置されており、A320型機は28インチ(71cm)から30インチ(76cm)、A321型機は30インチ(76cm)から32インチ(81cm)のシートピッチである。座席にはリクライニング機能は搭載していないが、非常口席や隔壁付近の一部座席は、シートピッチが多少拡張されています。